# Église de l'Assomption de Lhuis
L'église de l'Assomption est une église située à Lhuis, en France.

## Localisation
L'église est située dans le département français de l'Ain, sur la commune de Lhuis.

## Description
Située aux confins sud du département à la limite du Bugey et des "terres froides " du Dauphiné, l'église de Lhuis est placée sous le vocable de notre Dame de l'Assomption.

## Historique
L'édifice est classé au titre des monuments historiques en 1930.
Depuis 2007, les combles de l’église sont protégés en tant que ZNIEFF de type I de 0,82 ha abritant deux espèces de chauve-souris : le vespertilion à oreilles échancrées Myotis emarginatus et le grand rhinolophe Rhinolophus ferrumequinum,.